# Tipula (Yamatotipula) amblyostyla
Tipula (Yamatotipula) amblyostyla is een tweevleugelige uit de familie langpootmuggen (Tipulidae). De soort komt voor in het Palearctisch gebied.